# Persone di cognome Battaglia
| Questa pagina contiene informazioni ricavate automaticamente dalle voci biografiche con l'ausilio del template Bio e di un bot. L'aggiornamento è periodico e automatico e ricostruisce completamente la pagina. Se manca una persona in questa lista, sei pregato di non aggiungerla, ma accertati piuttosto che la sua voce biografica contenga il template Bio e che i dati anagrafici siano correttamente compilati. Se il template Bio manca, inseriscilo tu stesso o, in alternativa, metti l'avviso {{tmp\|Bio}} che ne segnala la mancanza. Se i dati riportati sono sbagliati, correggi direttamente la voce biografica; le modifiche saranno visibili in questa lista entro pochi giorni. Per chiarimenti vedi il progetto antroponimi. La lista contiene solo le 53 persone che sono citate nell'enciclopedia e per le quali è stato implementato correttamente il template Bio. Pagina aggiornata al 17 ott 2024. |

Questa è una lista di persone presenti nell'enciclopedia che hanno il cognome Battaglia, suddivise per attività principale.

## Allenatori di calcio(2)
- Lorenzo Battaglia, allenatore di calcio e ex calciatore italiano (Bari, n. 1968)
- Sebastián Battaglia, allenatore di calcio e ex calciatore argentino (Santa Fe, n. 1980)

## Architetti(2)
- Antonino Battaglia, architetto italiano (Catania - Catania)
- Francesco Battaglia, architetto italiano (Catania, n. 1701 - † 1788)

## Arcivescovi cattolici(1)
- Domenico Battaglia, arcivescovo cattolico italiano (Satriano, n. 1963)

## Attiviste(1)
- Imma Battaglia, attivista e politica italiana (Portici, n. 1960)

## Attori(1)
- Rik Battaglia, attore italiano (Corbola, n. 1927 - Corbola, † 2015)

## Attori teatrali(1)
- Carlo Battaglia, attore teatrale italiano (Milano - Venezia)

## Avvocati(2)
- Antonio Battaglia, avvocato e politico italiano (Termini Imerese, n. 1951)
- Demetrio Battaglia, avvocato e politico italiano (Motta San Giovanni, n. 1959)

## Baritoni(1)
- Elio Battaglia, baritono italiano (Palermo, n. 1933 - Torino, † 2024)

## Batteristi(1)
- Jacopo Battaglia, batterista, polistrumentista e compositore italiano (Roma, n. 1976)

## Biologi(1)
- Bruno Battaglia, biologo italiano (Catania, n. 1923 - Padova, † 2011)

## Calciatori(2)
- Roberto José Battaglia, ex calciatore brasiliano (San Paolo, n. 1940)
- Rodrigo Battaglia, calciatore argentino (Morón, n. 1991)

## Cantautrici(1)
- Kaci Battaglia, cantautrice statunitense (Clearwater, n. 1987)

## Cardinali(1)
- Gozzio Battaglia, cardinale e politico italiano (Rimini - Avignone, † 1348)

## Chitarristi(1)
- Dodi Battaglia, chitarrista, cantautore e compositore italiano (Bologna, n. 1951)

## Comici(1)
- Battaglia e Miseferi, comico italiano (Reggio Calabria, n. 1965 - Cinquefrondi, † 2019)

## Compositori(1)
- Settimio Battaglia, compositore, organista e direttore d'orchestra italiano (Roma, n. 1815 - Roma, † 1891)

## Conduttori radiofonici(1)
- Daniele Battaglia, conduttore radiofonico, cantante e conduttore televisivo italiano (Reggio Emilia, n. 1981)

## Drammaturghi(1)
- Giacinto Battaglia, drammaturgo italiano (Milano, n. 1803 - Milano, † 1861)

## Filologi(1)
- Salvatore Battaglia, filologo, grammatico e critico letterario italiano (Catania, n. 1904 - Napoli, † 1971)

## Fotografe(1)
- Letizia Battaglia, fotografa, fotoreporter e politica italiana (Palermo, n. 1935 - Palermo, † 2022)

## Fumettisti(1)
- Dino Battaglia, fumettista italiano (Venezia, n. 1923 - Milano, † 1983)

## Giocatori di football americano(1)
- Marco Battaglia, ex giocatore di football americano statunitense (New York, n. 1973)

## Giornalisti(2)
- Filippo Maria Battaglia, giornalista e saggista italiano (Palermo, n. 1984)
- Romano Battaglia, giornalista, scrittore e poeta italiano (Pietrasanta, n. 1933 - Pietrasanta, † 2012)

## Giuristi(1)
- Felice Battaglia, giurista e filosofo italiano (Palmi, n. 1902 - Bologna, † 1977)

## Hockeisti su ghiaccio(1)
- Bates Battaglia, ex hockeista su ghiaccio statunitense (Chicago, n. 1975)

## Illustratori(1)
- Aurelius Battaglia, illustratore e animatore statunitense (Washington, n. 1910 - Provincetown, † 1984)

## Karateka(1)
- Sara Battaglia, karateka italiana (Bergamo, n. 1986)

## Militari(1)
- Gaetano Battaglia, militare e politico italiano (Milano - Smolensk, † 1812)

## Pianisti(1)
- Stefano Battaglia, pianista e compositore italiano (Milano, n. 1965)

## Pittori(5)
- Alessandro Battaglia, pittore italiano (Roma, n. 1870 - Roma, † 1940)
- Carlo Battaglia, pittore italiano (La Maddalena, n. 1933 - La Maddalena, † 2005)
- Dionisio Battaglia, pittore italiano (Verona - Verona)
- Domenico Battaglia, pittore italiano (Napoli, n. 1842 - Napoli)
- Matteo Battaglia, pittore italiano (Ragusa Ibla, n. 1700 - Ragusa, † 1777)

## Poeti(1)
- Giuseppe Giovanni Battaglia, poeta, drammaturgo e scrittore italiano (Aliminusa, n. 1951 - Aliminusa, † 1995)

## Politici(6)
- Adolfo Battaglia, politico e giornalista italiano (Viterbo, n. 1930)
- Augusto Battaglia, politico italiano (Milano, n. 1948)
- Edoardo Battaglia, politico e avvocato italiano (Termini Imerese, n. 1909 - Termini Imerese, † 1975)
- Francesco Battaglia, politico italiano (Venezia)
- Giovanni Battaglia, politico italiano (Ragusa, n. 1956)
- Pietro Battaglia, politico italiano (Reggio Calabria, n. 1930 - Reggio Calabria, † 2004)

## Presbiteri(1)
- Giuseppe Battaglia, presbitero e filosofo italiano (Ortì, n. 1747 - Reggio Calabria, † 1839)

## Pugili(1)
- Battling Battalino, pugile statunitense (Hartford, n. 1908 - † 1977)

## Registi(1)
- Enzo Battaglia, regista e sceneggiatore italiano (Ragusa, n. 1935 - Catania, † 1987)

## Schermidori(1)
- Roberto Battaglia, schermidore italiano (Milano, n. 1909 - Milano, † 1965)

## Storici(1)
- Roberto Battaglia, storico e partigiano italiano (Roma, n. 1913 - Roma, † 1963)

## Teologi(1)
- Vincenzo Battaglia, teologo italiano (Tripoli, n. 1950)

## Senza attività specificata(1)
- Serafina Battaglia,  italiana (n. 1919 - Godrano, † 2004)